# Gemeentearchief Ede en Scherpenzeel
Het Gemeentearchief Ede en Scherpenzeel is het gezamenlijke archief van de Nederlandse gemeenten Ede en Scherpenzeel.
Het archief is gevestigd in het Edese gemeentehuis en de studiezaal is drie dagen per week vrij toegankelijk voor bezoekers.
Sinds 2022 is Rob Urban gemeentearchivaris. De afdeling Archief telt twintig medewerkers.

## Geschiedenis
Tot 1795 werd het ambt Ede, waaronder de kerspelen Ede, Bennekom, Lunteren en Otterlo vielen, bestuurd door een college van ambtsjonkers. Zij beperkten zich tot openbare en kerkelijke zaken. De "buurten" hielden zich bezig met zaken die de burgers en boeren betroffen.
De ambtsjonkers vergaderden in de zeventiende eeuw vaak in het logement "De Roscam", op de hoek van de Molenstraat en de Grotestraat. Vanaf het eind van de zeventiende eeuw kwam men bijeen in "De Posthoorn". Die herberg lag vermoedelijk aan de Notaris Fischerstraat op de plaats waar nu het Fischerhuis staat. De scholtis Derk van der Hart, eigenaar van "De Posthoorn", liet rond 1760 een nieuw logement bouwen, dat eveneens "De Posthoorn" heette. Hierin werd een ambtskamer ingericht. Vermoedelijk hebben gemeentebesturen tot 1811 van deze kamer gebruik gemaakt. Ingaande 1854 werden twee lokalen gehuurd van een logement tegenover "De Posthoorn". In 1863 kocht de gemeente de woning en een jaar later werd het eerste gemeentehuis van Ede in gebruik genomen. Dit zou tot 1899 in gebruik blijven.
Vanaf 27 april 1899 was de gemeente gehuisvest in een pand direct naast het oude gemeentehuis. Dat brandde op 19 februari 1942 af.
In de achttiende eeuw trad de oudste ambtsjonker op als secretaris. Hij beheerde ook de archiefstukken. In 1724 paste het hele archief nog in een mand. In 1755 maakte timmerman Helmert van Baak voor fl. 22,- een kast, waarin het ambtsarchief kon worden geborgen. Deze "ambtskast" werd voor het laatst vermeld in 1803. Over de plaats waar de archieven werden geborgen in de negentiende eeuw is weinig bekend.
In het gemeentehuis dat in 1899 in gebruik werd genomen, kwam het archief op de zolder terecht. De archiefstukken waren grotendeels opgeslagen in kartonnen margarinedozen en het archief werd daarom wel de margarinewinkel genoemd.
In 1940 besloot het gemeentebestuur een nood-archiefdepot in te richten in een kelder van een winkel op de hoek van de Molenstraat en de Notaris Fischerstraat (Molenstraat 2). Daardoor werd het grootste deel van het archief behouden. Alleen het bevolkingsregister ging bij de brand van 1942 verloren. Maar de kelder was wel vochtig en toen "tijdens de winter 1944/45 de electrische stroom uitviel bleven de gevolgen niet uit. De te hoge vochtigheidsgraad kon slechts worden bestreden door de stukken af en toe in het zonlicht te houden."
In 1949 werd een nieuw depot in gebruik genomen in "De Sterrenberg", het nieuw gebouwde gemeentehuis. Omdat die ruimte al snel te klein werd werd in 1954 een deel van "De Bergpoort" als archief ingericht.
In 1977 verhuisde het archief naar zijn huidige locatie in het "nieuwe" gemeentehuis.
In 1993 kreeg het gemeentearchief haar huidige status. Toen werd voor het eerst een fulltime archivaris benoemd. Tijdens de Open Gemeentedag 1993, op 25 september, werden in aanwezigheid van de toenmalige minister van WVC, Hedy d'Ancona, enkele belangrijke archieven officieel aan het Edese gemeentearchief overgedragen.

### Archivarissen
Van 1940 tot 1953 beheerde S.B.J. Denijs het archief van de gemeente Ede. Hij werd in 1953 opgevolgd door Jacob Das. Das kreeg ter gelegenheid van zijn afscheid in 1984 de bundel Hanc tuemur hac nitimur aangeboden.
Per 1 juni 1993 benoemde de gemeenteraad van Ede voor de eerste maal een fulltime, gediplomeerde gemeentearchivaris conform de Archiefwet 1962: Corrie-Christine van der Woude.
Van der Woude werd in 2002 opgevolgd door Peter van Beek. Hij sprak bij zijn benoeming de ambitie uit dat het gemeentearchief zich zou moeten ontwikkelen tot hét historisch kenniscentrum van Ede.

### Verbouwing 1999
Het Gemeentearchief Ede werd in 1999 ingrijpend verbouwd. Het archief werd sterk gemoderniseerd en er werd een nieuwe studiezaal in gebruik genomen. Een van de belangrijkste redenen voor deze verbouwing was dat men "klanten" van het archief beter wilde kunnen bedienen. Om na te gaan of de verbouwing inderdaad tot een grotere klanttevredenheid had geleid, werd in 1999 een onderzoek gehouden onder bezoekers van het archief, zowel onder gebruikers van de oude studiezaal als gebruikers van de nieuwe studiezaal. In deze periode kwam een derde van de bezoekers voor bouwtekeningen. Eveneens een derde kwam voor een stamboom of kwartierstaat en een kwart voor het nazoeken van de familiegeschiedenis. Ruim driekwart van de bezoekers was op zoek naar gegevens uit de twintigste eeuw, vaak in combinatie met voorafgaande eeuwen. Meer dan negentig procent van de respondenten is over het algemeen tevreden over de dienstverlening van de medewerkers en de inrichting van de studiezaal. Het rapportcijfer dat men geeft is gemiddelde een 7,8.

## De archieven
Het gemeentearchief, opgevat als de gemeentelijke archiefbewaarplaats, bewaart in de eerste plaats de archieven van het plaatselijke bestuur: die van de ambtsjonkers en hun opvolgers. Die archieven hebben ook de grootste omvang. Dan zijn er de archieven van het bevolkingsregister en de burgerlijke stand, de doop-, trouw en begraafregisters. Een veelgeraadpleegde groep van archieven vormen de bouwvergunningen. En er worden ook nog allerlei andere archieven van plaatselijke overheidsinstellingen bewaard, zoals die van de polderbesturen. Ook voor veel niet-overheidsinstellingen vormt het gemeentearchief de laatste bewaarplaats: de woningbouwverenigingen, het burgerlijk armbestuur, sportverenigingen, notarissen, onderwijsinstellingen en kerken.
De eerste volledige inventaris van de archieven van Ede werd gemaakt in 1971 door de toenmalige archivaris J. Das.
Anno 2008 werden ongeveer 250 verschillende archieven en collecties beheerd. In de studiezaal waren die vier dagen per week beschikbaar voor bezoekers; ongeveer 2.000 per jaar. Er werkten elf medewerkers (6,6 fte), die ook betrokken waren bij inspecties, de uitgave van historische publicaties en educatieve en publieksgerichte activiteiten, zoals het (mede) organiseren van tentoonstellingen. Er werkten ongeveer dertig vrijwilligers aan het verbeteren van de toegankelijkheid van collectie-onderdelen.

## Archiefruimte
Uit de jaarverslagen over de periode 1961 en volgende blijkt dat het archief een aantal jaren kampte met ruimtenood.
Sinds de ingebruikname van het "nieuwe" gemeentehuis in 1977 beschikt het gemeentearchief Ede over een speciale ruimte voor archieven, een flinke studiezaal en een (historische) bibliotheek met ruim 3000 titels. Na de verbouwing in 1999 is er bijna zes kilometer plankruimte voor archiefstukken.

## Scherpenzeel
Tot 2003 lagen de archieven van de gemeente Scherpenzeel in het oude gemeentehuis, om precies te zijn in de kelder van Huis Scherpenzeel. De klimatologische omstandigheden waren daar zodanig dat schimmels welig tierden. Daarom werd besloten met ingang van 1 januari 2004 een dienstverleningsovereenkomst met het gemeentearchief van Ede aan te gaan. Alle historische en semi-statische archieven werden overgebracht naar Ede.
Ook met de gemeente Barneveld bestaat een geformaliseerde samenwerking. Het Gemeentearchief Barneveld blijft zelf alle archieftaken uitvoeren, maar de gemeentearchivaris van Ede is tevens archivaris van de gemeente Barneveld. Daarnaast wordt samengewerkt in 'Archieval', de portal.